# USCGC Courageous (WMEC-622)
L' USCGC Courageous (WMEC-622)  était un medium endurance cutter (en) de l'United States Coast Guard. Il a été construit par l'American Ship Building Company à Lorain et lancé le 18 mars 1967. Il a été mis en service le 19 avril 1968. Il a été mis hors service le 19 septembre 2001. La Garde côtière des États-Unis a fait don du Courageous au Sri Lanka en 2004 où le navire sert actuellement sous le nom de SNLS Samadura (P261).

## Historique

### Marine srilankaise
La Garde côtière des États-Unis a fait  don du Courageous au Sri Lanka le 24 juin 2004 et une cérémonie de départ a eu lieu le 19 février 2005. Le navire sert actuellement dans la marine srilankaise sous le nom de SLNS Samudura  (P621). Le nom signifie «mer» en cinghalais.
Il est chargé de patrouiller en haute mer à la fois dans les eaux territoriales srilankaises et dans les eaux internationales pour freiner la contrebande d'armes en cours par les LTTE. Samudura , ainsi que d'autres patrouilleurs de la marine srilankaise, a réussi à intercepter plusieurs navires de contrebande d'armes pour les LTTE. Dans tous ces cas, les navires ont coulé lorsqu'ils ont attaqué les navires avec des mortiers. Samudura a également participé aux exercices d'entraînement militaire Cadex 2009 avec la marine indienne après la guerre.
En dehors de son rôle traditionnel, le navire a terminé avec succès un programme d'études scientifiques en liaison avec le Geological & Mine Bureau du Sri Lanka en collaboration avec le Laboratoire de biologie marine (Woods Hole) des États-Unis.
À l'heure actuelle, le navire est attaché à la zone navale sud pour garantir les intérêts maritimes dans la juridiction maritime srilankaise. Ses principales fonctions consistent à garantir que la principale voie maritime de communication (SLOC) qui traverse la juridiction maritime srilankaise est sûre pour la navigation et le maintien de l'ordre dans la ZEE. Le navire a intercepté plusieurs chargements d'immigrants clandestins en direction de l'Australie, en violation des lois sur l'immigration et l'émigration du pays. En mai 2020, il a été déployé dans l'est de l'océan Indien pour des opérations de recherche et sauvetage à la suite du cyclone tropical Amfan.

## Galerie

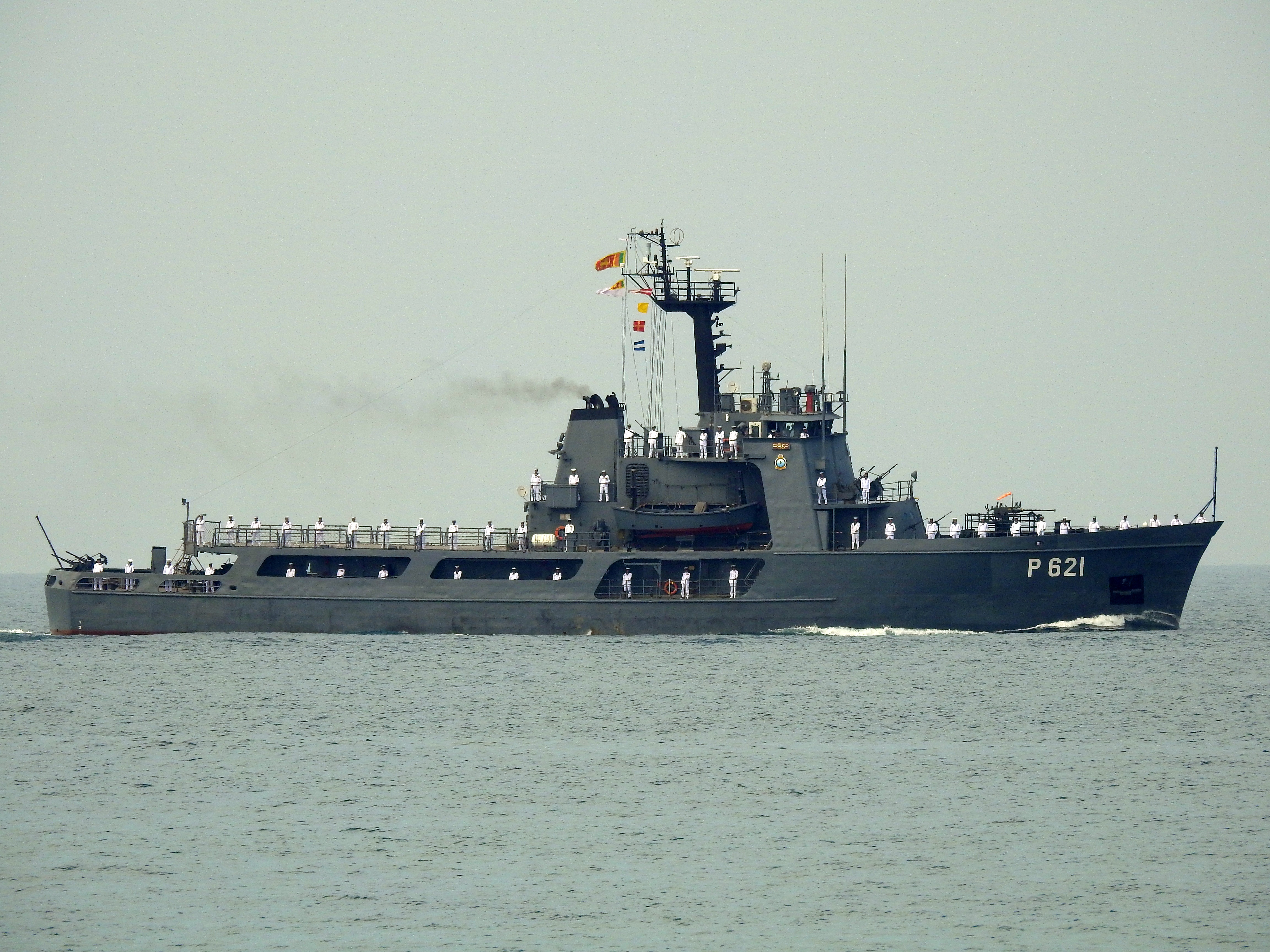
Le Samadura en mer
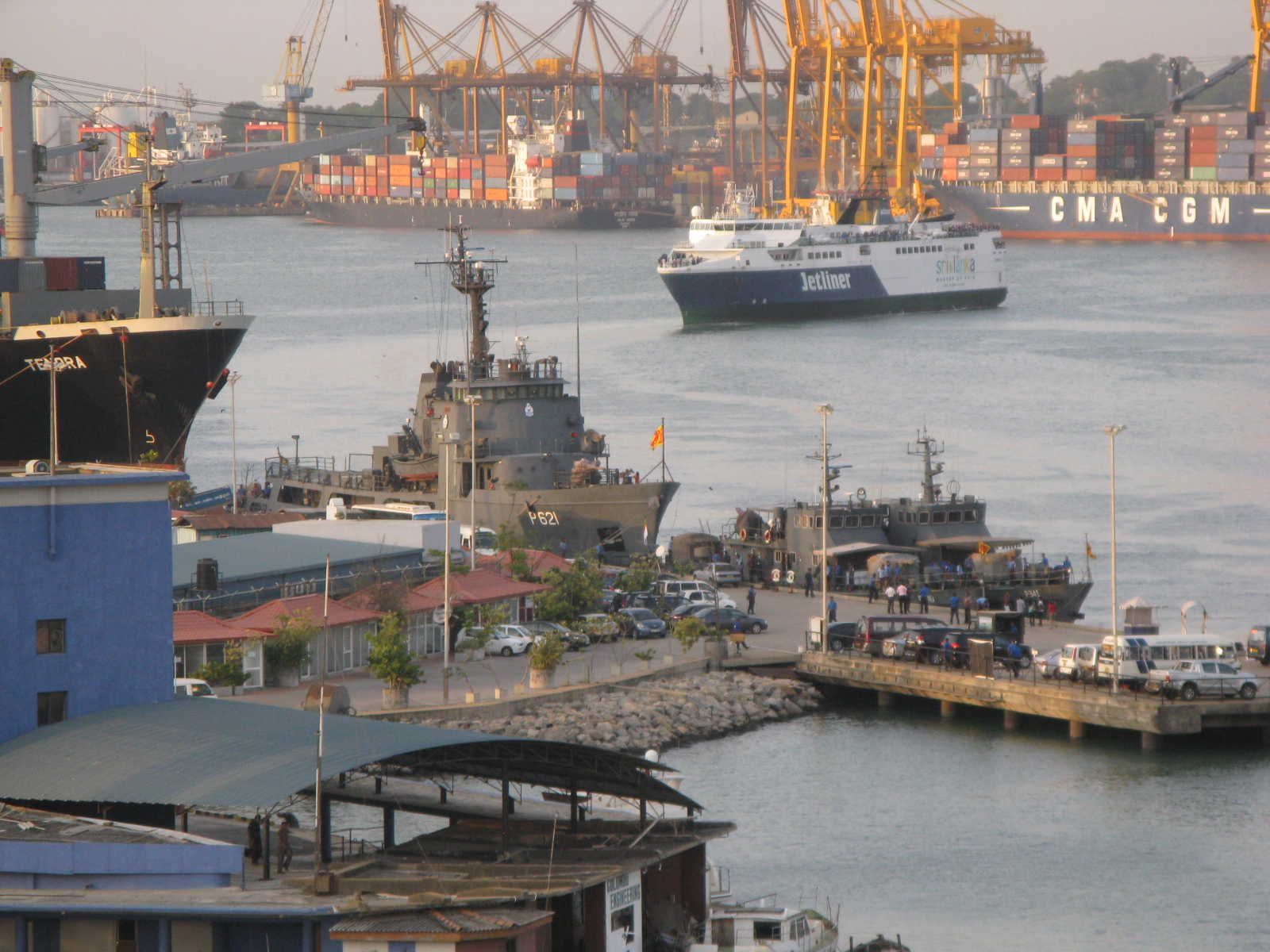
Le Samadura à Colombo
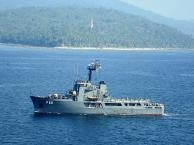
Exercice MILAN